# Gosho Ginchev
Gosho Ginchev était un footballeur bulgare né le 2 décembre 1969 à Madretz.

## Carrière
- 1986-1992 : Béroé Stara Zagora  Bulgarie
- 1992-1995 : Levski Sofia  Bulgarie
- 1995-1996 : Denizlispor  Turquie
- 1996-2002 : Antalyaspor  Turquie
- 2002-2005 : Tcherno More Varna  Bulgarie

## Sélections
- 19 sélections avec l'équipe de Bulgarie de 1989 à 1998.